# Joseph Jackson

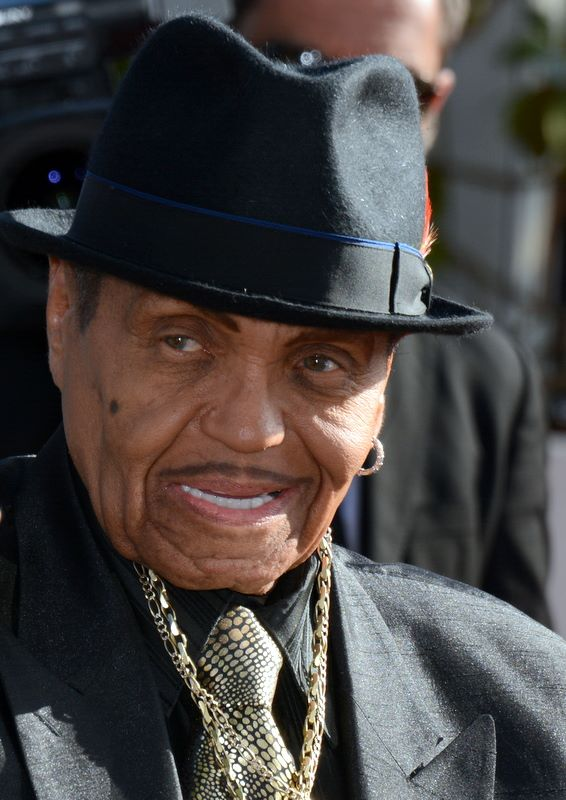
Joseph Jackson (2014)

Joseph Walter „Joe“ Jackson (* 26. Juli 1928 in Fountain Hill, Arkansas; † 27. Juni 2018 in Las Vegas, Nevada) war ein US-amerikanischer Musikmanager. Er war Vater von insgesamt elf Kindern, davon zehn mit seiner Ehefrau Katherine, darunter Janet und Michael Jackson. Er hat mit Cheryl Terrell die Tochter JohVonnie Jackson. Weiter war er der Begründer der Band seiner Söhne, The Jackson Five (später The Jacksons), deren Manager er auch war.

## Leben
Joseph Jackson wurde in arme Verhältnisse geboren. Er lernte seine spätere Ehefrau Katherine Esther Scruse im Jahr 1947 kennen; sie heirateten 1949 und ließen sich in Gary, Indiana, nieder, wo Jackson zunächst als Stahlwerker und später als Kranführer arbeitete.
Joseph und Katherine Jackson hatten zusammen zehn Kinder, die meist erfolgreiche Musiker wurden: Rebbie (* 1950), Jackie (* 1951), Tito (1953–2024), Jermaine (* 1954), La Toya (* 1956), Marlon (* 1957), Brandon (*† 1957), Michael (1958–2009), Randy (* 1961) und Janet Jackson (* 1966). Der 1957 geborene Brandon, Zwillingsbruder von Marlon Jackson, starb wenige Stunden nach der Geburt. 1965 wurde Katherine Jackson Zeugin Jehovas, sie versuchte auch, ihre Kinder den Weg dieser Religionsgemeinschaft zu lehren.
Joseph Jackson sorgte von Beginn an für die musikalische Förderung der sechs Jungen und drei Mädchen. Unter seinem ehrgeizigen Ziel, aus seinen Kindern erfolgreiche Musiker zu machen, hatten diese jedoch auch stark zu leiden. Er trieb sie immer wieder zu Höchstleistungen bei verschiedenen Talentwettbewerben an und strafte Fehler der Kinder oft mit körperlicher Gewalt. 1964 gründete er die Musikband „The Jackson Brothers“, die aus seinen drei ältesten Söhnen bestand. 1966 kamen noch die jüngeren Söhne Michael und Marlon Jackson hinzu, sodass die Band in „The Jackson Five“ umbenannt wurde.
Als „Jackson Five“ feierten diese vor allem in den 1970er Jahren weltweit große Erfolge. In dieser Formation, die sich später in „The Jacksons“ umbenannte, gingen sie mehrmals auf Welttournee und produzierten zahlreiche Top-Ten-Alben. Als seine Söhne zunehmend ihre eigenen Wege gingen, nutzte Joseph Jackson die Zeit, sich um die Karrieren seiner Töchter La Toya und Janet zu kümmern.
Joseph war der Großvater der Mitglieder der Boygroup 3T, das sind die Brüder Taj, Taryll und TJ Jackson. Fast alle seine Kinder sind noch immer im Musikgeschäft tätig. Die bekanntesten und erfolgreichsten waren und sind Michael und Janet Jackson.
Aus einer langjährigen Affäre mit der Sekretärin Cheryl Terrell stammt die Tochter Joh’Vonnie Jackson (* 30. August 1974), deren Existenz er lange geheim hielt.
Joseph Jackson veröffentlichte im Jahr 2004 seine Biografie Die Jacksons bei Random House. 2006 erwarb er ein Anwesen in Las Vegas, wo er bis zu seinem Tod lebte. Er und seine Frau Katherine hatten zum Zeitpunkt seines Todes 28 Enkelkinder.
Ab 2012 zog sich Joseph Jackson mehr und mehr aus der Öffentlichkeit zurück.
Jackson erlag am 27. Juni 2018 in einem Krankenhaus in Las Vegas im Alter von 89 Jahren einem Krebsleiden und wurde am 2. Juli 2018 auf dem Forest Lawn Memorial Park Friedhof in Glendale unweit seines Sohnes Michael beigesetzt.

## Trivia
Nach dem Tod von Michael Jackson trug er immer einen schwarzen Hut und eine Kette, die seinen Sohn als Engel darstellen sollte.
Solange er reisen konnte, war Jackson mehrfach in Deutschland, unter anderem in Oldenburg, wo sein Europamanager Ralf Seßelberg wohnte.